# Struiktinamoe
De struiktinamoe (Crypturellus cinnamomeus) is een vogel uit de familie tinamoes (Tinamidae). De wetenschappelijke naam van de soort is voor het eerst geldig gepubliceerd in 1842 door Lesson.

## Beschrijving
De struiktinamoe wordt ongeveer 27–29 cm groot, en 440 g qua gewicht. De rug en vleugels zijn bruin met zwarte strepen. De buik is lichtbruin en de borst kaneelkleurig. Het hoofd is bruin/vaalgeel, de poten rood.

## Voedsel
De struiktinamoe eet vruchten, zaden en ongewervelden.

## Voortplanting
De struiktinamoe bouwt zijn nest in het struikgewas en legt 3-7 eieren. Soms paren de struiktinamoe en de grijsborsttinamoe met elkaar.

## Voorkomen
De soort telt negen ondersoorten:
- C. c. occidentalis: het westelijke deel van Centraal-Mexico.
- C. c. mexicanus: het oostelijke deel van Centraal-Mexico.
- C. c. soconuscensis: zuidwestelijk Mexico.
- C. c. vicinior: van zuidelijk Mexico tot centraal Honduras.
- C. c. sallaei: zuidelijk Mexico.
- C. c. goldmani: zuidoostelijk Mexico, noordelijk Guatemala, noordelijk Belize.
- C. c. cinnamomeus: zuidelijk Guatemala, El Salvador, zuidelijk Honduras.
- C. c. delattrii: westelijk Nicaragua.
- C. c. praepes: noordwestelijk Costa Rica.

## Beschermingsstatus
Op de Rode Lijst van de IUCN heeft de soort de status niet bedreigd.